# هوگو کلاوس
هوگو ماریس ژولین کلاوس که تلفظ صحیح نامش در زبان هلندی هوخو کلاوس است (هلندی: Hugo Claus؛ تلفظ هلندی: [ˈɦyɣo: ˈklʌu̯s]؛ ۵ آوریل ۱۹۲۹ – ۱۹ مارس ۲۰۰۸) نمایشنامه‌نویس، رمان‌نویس، شاعر، نقاش، کارگردان فیلم، مترجم و نویسنده برجسته اهل بلژیک بود.
او آثار متعددی با نام اصلی و چندین نام مستعار هنری منتشر کرد و در سبک‌ها و ژانرهای مختلفی فعالیت داشت. وی بیشتر به زبان هلندی می‌نوشت، اما آثاری نیز به زبان انگلیسی منتشر کرد. مرگ او با استفاده اتانازی، که در بلژیک قانونی است، منجر به مباحثات و اختلاف‌نظرهای گسترده‌ای شد.